# Order Nachimowa (ZSRR)
Order Nachimowa (ros. Орден Нахимова) – order wojskowy Związku Socjalistycznych Republik Radzieckich.
Został ustanowiony dekretem Prezydium Rady Najwyższej ZSRR z dnia 3 marca 1944 roku jako order dwuklasowy, nadano mu statut i opisano odznakę. W 1947 roku wniesiono poprawkę w statucie likwidującą przywileje przysługujące osobom, które otrzymały order. Orderem tym mieli być nagradzani oficerowie Floty Wojennej ZSRR.

## Zasady nadawania
Order Nachimowa posiadał dwie klasy i nadawany był przez Prezydium Rady Najwyższej ZSRR.
Nadawano je za:
- dobrze przygotowaną i mistrzowsko przeprowadzoną operację na morzu, w wyniku której rozgromiono silniejszego przeciwnika,
- wzorową organizację, śmiałe i zdecydowane dowodzenie działaniami poszczególnych oddziałów lub jednostek floty, w wyniku których – przy zachowaniu własnej zdolności bojowej – zniszczono znaczne siły przeciwnika,
- właściwie przygotowaną i przeprowadzoną operację przeciwdesantową,
- aktywne działania mające na celu zabezpieczenie działań własnej floty na morzu, ochronę linii komunikacyjnych, obronę baz i wybrzeża,
- należyte przygotowanie i przeprowadzenie operacji bojowej mającej na celu współdziałanie floty i morskich desantów z działaniami jednostek lądowych Armii Radzieckiej,
- prawidłowo przeprowadzone działania w zaminowywaniu brzegów przeciwnika, w wyniku których zabezpieczono wykonanie własnej operacji lub doprowadzono do zniszczenia ważnych okrętów przeciwnika,
- dobrze zorganizowane i właściwie wykonane zadanie trałowania nieprzyjacielskich pól minowych,
- umiejętne dowodzenie w walce oraz pomyślne wykonanie zadania bojowego i przejawioną przy tym osobistą odwagę, które doprowadziły do zniszczenia okrętów lub innych ważnych obiektów przeciwnika.

Jako pierwszy Orderem Nachimowa I klasy otrzymał gen. P. A. Morgunow – dowódca obrony nadbrzeżnej Floty Czarnomorskiej.
Łącznie w ZSRR nadano orderów:
- I klasy – 82
- II klasy – 469

Orderem tym nagrodzono 5 jednostek Floty Wojennej ZSRR – I klasy i 2 jednostki – II klasy

## Opis odznaki
Odznaka orderu I klasy przedstawia pięcioramienną rubinową gwiazdę obramowaną srebrzonym i ciemno oksydowanym metalem, który na końcach ramion gwiazdy wyobraża łapy kotwicy. W środku gwiazdy znajduje się złota tarcza pokryta niebieską emalią ze złotym popiersiem admirała Pawła Nachimowa. W górnej części umieszczony został napis Admirał Nachimow (АДМИРАЛ НАХИМОВ), a w dolnej – wieniec laurowy z sierpem i młotem. Między ramionami gwiazdy znajdują się pęki złotych promieni, a okrągła tarcza została okolona złotym łańcuchem. W odznace II klasy gwiazdy są pokryte rubinową emalią, a tarcza, popiersie, napisy oraz wieniec laurowy zostały wykonane ze srebra.
Wstążki do orderu:
- I klasy – złocistopomarańczowa z szerokim paskiem i dwoma wąskimi po bokach koloru czarnego
- II klasy – złocistopomarańczowa z dwoma szerokimi paskami po bokach koloru czarnego